# Петрикова, Елена Владимировна
Елена Владимировна Петрикова (род. 6 сентября 1979) — заслуженный артист Российской Федерации, народный артист Удмуртской Республики, главный режиссёр Российской государственной цирковой компании, до 2021 - ведущая артистка цирка братьев Запашных и Большого Московского государственного цирка.

## Биография
Родилась 6 сентября 1979 года в Саратове в семье цирковых артистов. Отец — Петриков Владимир Александрович, артист-гимнаст, наездник на лошадях. Мать — Петрикова Лариса Николаевна, дрессировщица собак. 
Елена выросла на манеже и успела попробовать себя практически во всех жанрах циркового искусства: эквилибр, турники, танцы на лошади, джигитовка, жонглирование. 
В 1993 году — выпустилась с воздушным номером корд-де-парель «Восточная фантазия», где работала без страховки на высоте 14 метров, несмотря на то, что панически боится высоты. 
В 1999 году — в результате травмы спины приняла решение сделать номер с дрессированными собаками, впоследствии вернулась также в воздушную гимнастику. 
С 1996 года — работает в «Цирке братьев Запашных», с самого его основания.
Наиболее известные номера: корд-де-парель «К свету» (дуэт с Валерием Кипеловым в Олимпийском на «Чартовой Дюжине» в 2009 под песню «Я свободен») и парные полотна «Добро. Зло» с Еленой Бараненко при участии Андрея Лефлера.
В шоу братьев Запашных играла ведущие актерские роли и работала в жанрах: хула-хупы, воздушные полотна, джигиты на лошадях, воздушные ремни, диаболо, дрессура попугаев, воздушная рамка, корд-де-волан, па-де-де на лошадях, канатоходцы, клоунада, дрессура обезьян, дрессура кенгуру.
Также Петрикова пробовала себя в кино, снявшись в 2010 году в комедийном сериале «Интерны», в роли одной из пациенток Вари, любительнице йоги.
С 2015 по 2021 являлась помощником художественного руководителя Большого Московского государственного цирка на проспекте Вернадского и исполнительным продюсером Всемирного фестиваля циркового искусства «ИДОЛ», также оставаясь действующей артисткой в жанрах джигитовка на лошадях и тройная трапеция.
В данный момент является главным режиссёром Российской государственной цирковой компании.

## Образование
В 2006 году с красным дипломом закончила Российский институт театрального искусства — ГИТИС, факультет «Режиссура цирка» на кафедре профессора М. И. Немчинского. Владеет английским языком и разговорным итальянским.

## Награды и достижения
- 1997 — Обладатель приза «За высокое исполнительское мастерство» на конкурсе артистов цирка в Ярославле
- 1999 — Лауреат международного конкурса в Корее
- 2001 — Обладатель Национальной премии «Циркъ»
- 2008 — Лауреат международного конкурса в Ижевске.
- 2011 — Серебряный призер международного фестиваля в Москве
- 2012 — Золотой призер международного фестиваля в Ижевске
- 2012 — Заслуженная артистка Российской Федерации[4]
- 2012 — Народная артистка Удмуртской Республики[5]
- 2013 — Золотой призер международного фестиваля в Латина (Италия)
- 2014 — Обладатель серебряного «ИДОЛА» на Всемирном фестивале циркового искусства в Москве.
- 2015 — Обладатель Серебряного и Бронзового клоуна на Международном цирковом фестивале в Монте-Карло (Монако).
- 2018 — Лауреат премии города Москвы в номинации «Цирковое и эстрадное искусств», за исполнение номера «Добро и зло»[6].

Также имеет награды «За высокий вклад в цирковое искусство» и медаль «За веру и добро».

## Творчество
- 2008 — шоу «Камелот» (со-режиссер) — Миледи, Атенаис, Воин Света
- 2009 — шоу «Садко» — монахиня, Морская Царевна
- 2010 — шоу «Камелот 2: Наместник богов» — Черная Фурия
- 2011 — шоу «Легенда» — Мелания
- 2012 — шоу «К.У.К.Л.А.» — бродяжка, безликая, Лэнэ, Хранительница
- 2013 — шоу «Страшная сила» — София
- 2014 — шоу «Заклинатель» — Ученица Чародея
- 2014 — шоу «SYSTEMA» — Система
- 2015 — шоу «Конструктор» (режиссер-постановщик, автор сценария)
- 2015 — шоу «Хозяйка мертвого озера» — русалка, Елена Прекрасная
- 2016 — шоу «SYSTEMA2» — цифровая девушка, Система
- 2018 — шоу «Приключение итальянца в России» (режиссер-постановщик) — дрессировщик собак и воздушные ремни
- 2018 — шоу «Небылица» (автор сценария, режиссер-постановщик) — Василиса Прекрасная
- 2019 — шоу «Раз, два, …, четыре, пять» — Лулу (Королева Ночи)
- 2021 - шоу "Быть по сему" (режиссер-постановщик)